# 松山銀天街GET!
松山銀天街GET!（まつやまぎんてんがいゲット）は、かつて愛媛県松山市の松山銀天街に所在していた商業施設である。

## 概要
地下1階・地上5階の建物で、協同組合銀天街ショッピングビルが管理・運営していた。
松山サティ撤退後、2000年（平成12年）に雑貨やファッション店などが入居する商業施設「松山銀天街GET!」として再開業した。雑貨屋、ファッション店、スーパーなどの他、「ジョブカフェ愛work」などの公共施設やLEC東京リーガルマインド大学などの教育機関が入居した。しかし、老朽化のため、2020年（令和2年）7月31日には核店舗のフレッシュバリュ（ママイ）が閉店し、9月30日に完全閉館した。跡地は2015年（平成27年）に設立した「湊町三丁目C街区開発」の主導で2023年度に複合ビルが完成する予定であったが、地権者からの同意が得られず、完成が予定されていた2023年（令和5年）時点で事業計画も完成していない。また、事業開始にも至っていない。

### 前史：ニチイ松山店・サティ松山店
1973年（昭和48年）11月23日に松山銀天街の商店4店が建設した銀天街ショッピングビル「ラブリープラザ」がニチイ松山店を核店舗として開業したのが始まりである。
ニチイ松山店は約8,600平方メートルの売り場で食料品や衣料品などを販売していた。
最盛期の1989年度には61億円の売上を誇ったが、郊外への大型店進出で業績が減少傾向に陥った。
そのため、マイカルは1997年（平成9年）に専門店の導入や若い感覚を売り物にした「サティ」に業態変更するなど取り組んだが、競争悪化や不況に加えて売り場面積や機能拡大に限界があったことや駐車場不足から業績が伸ばせず1999年（平成11年）6月30日に松山サティは閉店した。また、マイカルでは松山サティ隣の銀天街L字地区に「松山ビブレ」を計画していたが、地元地権者と賃料などで折り合いがつかず、1996年（平成8年）に出店を断念している。

## 主なテナント

### 地下1階
- フレッシュバリュ（スーパーマーケット）
- クリーニング店

### 1階
- ハニーズ
- ファッション店
- 靴店
- ATMコーナー（愛媛銀行）

### 2階
- ヘアメイク
- ファッション・雑貨店

### 3階
- セリア（100円ショップ）
- リサイクル衣料品店

### 4階
- ハローワークプラザ松山（2020年（令和2年）8月31日に、グランティア千舟2階へ移転[10]）
- キャリアアップハローワーク愛媛
- 「愛work」愛媛県若年者就職支援センター
- Winスクール（パソコン教室）

### 5階
- 東京リーガルマインド松山本校（三番町のミツネビルディング1階に移転[11]）
- パソナ

## アクセス
- 伊予鉄道松山市駅より徒歩で約5分。
- 伊予鉄バス千舟町4丁目バス停より徒歩で約5分。

## 周辺
- 明屋書店本店
- 国際パティシエ・ブランジェ専門学校

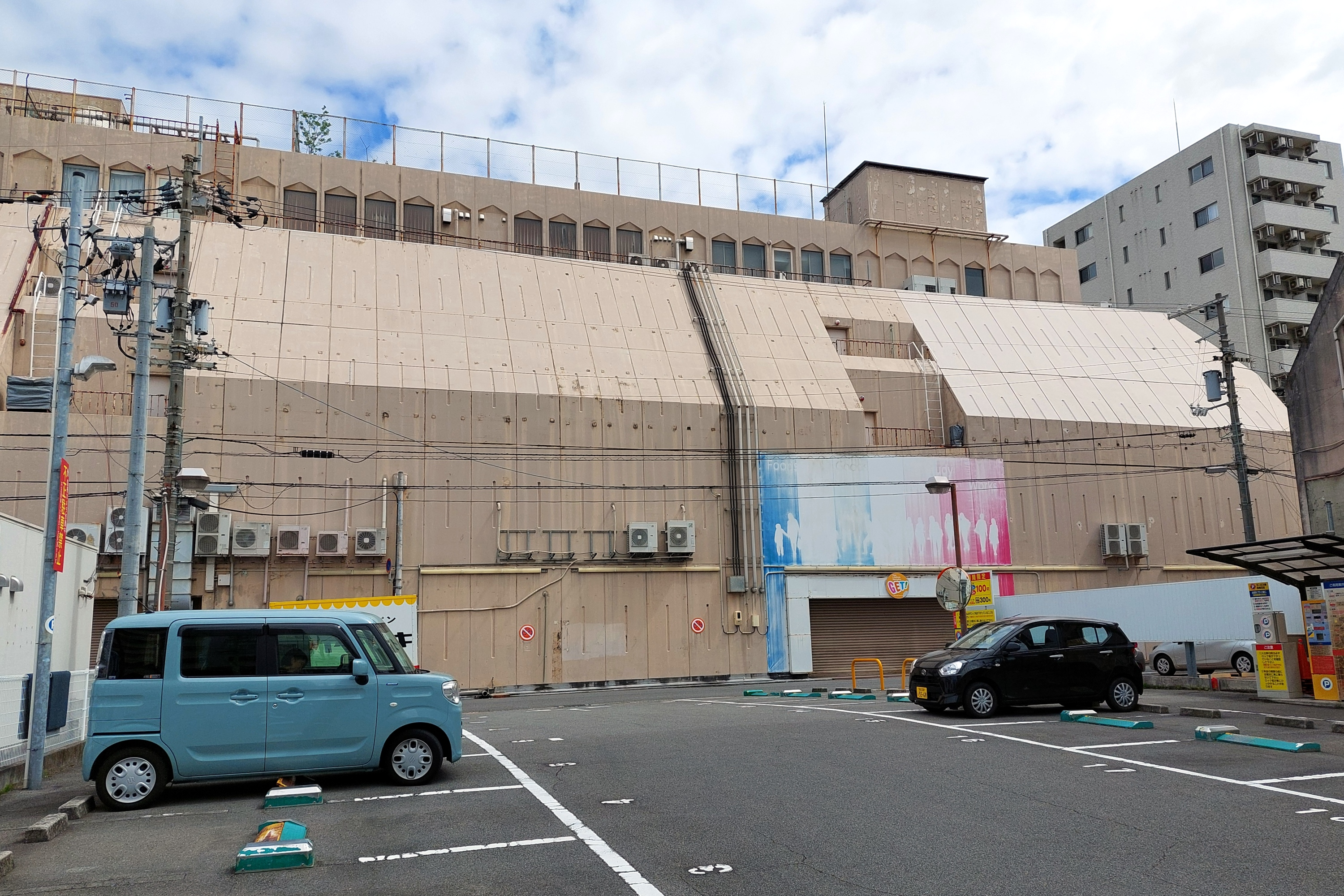
旧松山銀天街GET!が入居していた商業ビル（2024年5月）
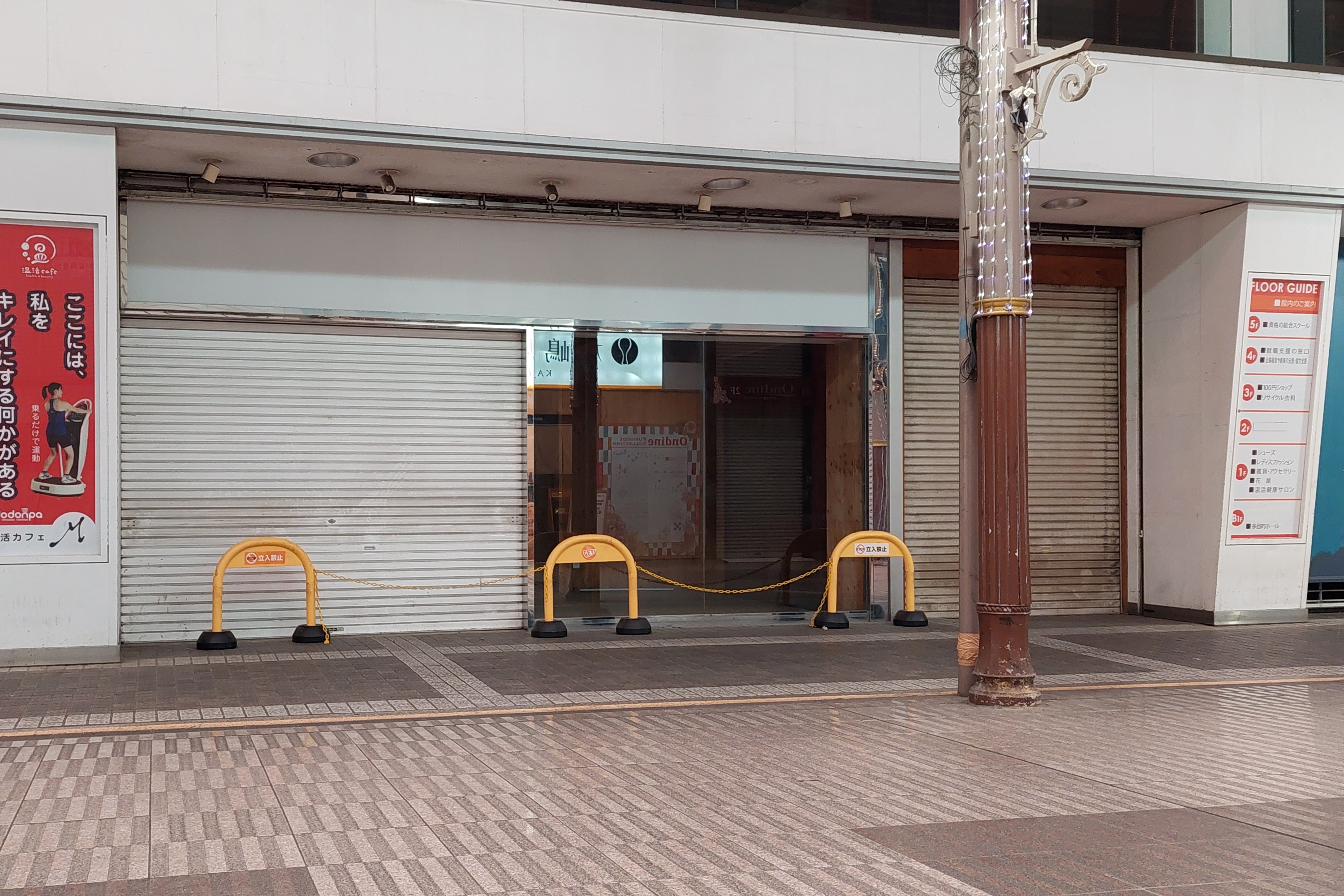
旧松山銀天街GET!の入口（2024年5月）
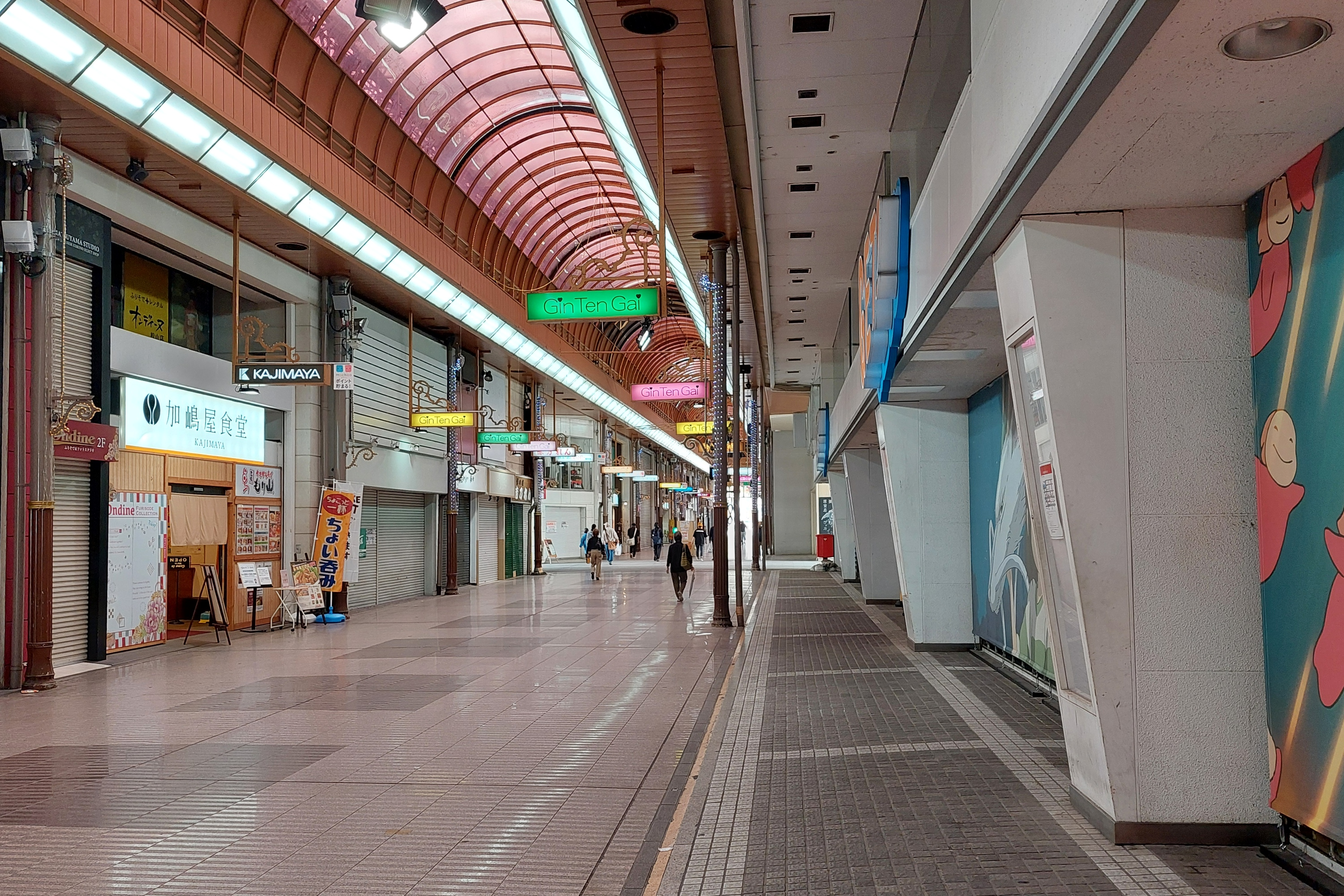
旧松山銀天街GET!前（2024年5月）。銀天街L字地区の再開発は一向に進まない。